# Plan de Juárez
Plan de Juárez är en ort i Mexiko.   Den ligger i kommunen Xilitla och delstaten San Luis Potosí, i den centrala delen av landet, 220 km norr om huvudstaden Mexico City. Plan de Juárez ligger 597 meter över havet och antalet invånare är 258.
Terrängen runt Plan de Juárez är kuperad åt nordost, men åt sydväst är den bergig. Terrängen runt Plan de Juárez sluttar österut. Runt Plan de Juárez är det ganska tätbefolkat, med 90 invånare per kvadratkilometer. Närmaste större samhälle är Xilitla, 2,5 km norr om Plan de Juárez. I omgivningarna runt Plan de Juárez växer i huvudsak städsegrön lövskog.